# Carla Simons

Carla Simons nel 1926

Caroline Josephine Sophie Simons (Amsterdam, 29 aprile 1903 – Auschwitz-Birkenau, 19 novembre 1943) è stata una scrittrice, giornalista e traduttrice olandese di origine ebraica.

## Biografia
Dopo un'infanzia trascorsa nella città fiamminga di Anversa, nel 1914 fa ritorno nella capitale olandese insieme alla famiglia. Una volta conclusa la Scuola Civica Superiore si iscrive all'Università di Amsterdam, specializzandosi in lingua e cultura italiana. 
Nel 1926 esordisce col romanzo Voorspel. Les amours en cachette (Preludio. Amori segreti), cui farà seguito nel 1930 il romanzo Lea. Episoden uit een vrouwenleven (Lea. Episodi della vita di una donna); un racconto per bambini dal titolo Snip, Snap, Snavelmond trokken de wijde wereld rond (Snip, Snap e Snavelmond viaggiarono per il mondo) nel 1932; e Ik wil leven (Voglio vivere) nel 1939. Simons si dedicò inoltre alla traduzione letteraria dall'inglese, dal francese e dall'italiano. A partire dal 1925, scrisse articoli e pubblicò le sue traduzioni su riviste e quotidiani regionali e nazionali, come il Soerabaijasch Handelsblad, la rivista femminile De huishoud, la rivista letteraria Groot Nederland, il giornale socialista Het Volk e il Telegraaf, il più antico e importante quotidiano dei Paesi Bassi. 
Durante gli anni della Seconda Guerra Mondiale, sotto la protezione dell’italiano Romano Guarnieri – di cui fu allieva e compagna –  Simons riesce a sfuggire alla persecuzione ma, dopo l’occupazione nazista dei Paesi Bassi e la caduta di Mussolini, Adolf Eichmann ordina personalmente il suo internamento ad Auschwitz, dove verrà uccisa tre giorni dopo l'arrivo, il 19 novembre del 1943.
Prima della deportazione, Simons affida al Guarnieri e ai famigliari la sua ultima opera, Dagboek 1942 (Diario 1942), consegnata già nel 1945 alla casa editrice Contact di Amsterdam ma pubblicata nei Paesi Bassi solo nel 2014 per i tipi della Noord-Holland Uitgeverij.  
Una copia del dattiloscritto originale del Diario, su cui si basa la traduzione italiana uscita nel gennaio del 2023 per le Edizioni di Storia e Letteratura, è stata rinvenuta nell'archivio personale della figlia di Romano Guarnieri, la storica medievista Romana Guarnieri.

## Opere
- C. Simons, Voorspel. Les amours en cachette, Querido, Amsterdam, 1926.
- C. Simons, Lea. Episoden uit een vrouwenleven, Querido, Amsterdam, 1930.
- C. Simons, Snip, Snap, Snavelmond trokken de wijde wereld rond, Strengholt, Amsterdam, 1932.
- C. Simons, Ik wil leven, Querido, Amsterdam, 1939.
- C. Simons, Dagboek 1942. Leven op de grens van wankelende waarden, bezorgd door Erik Schaap, Uitgeverij Noord-Holland, Wormer, 2014.
- C. Simons, La luce danza irrequieta. Diario 1942-1943. A cura di Francesca Barresi. Traduzione di Francesca Barresi e Lisa Visani Bianchini, Edizioni di Storia e Letteratura, Roma, 2023.
- C. Simons. Amori Segreti. Traduzione e postfazione di Francesca Barresi, Edizioni di Storia e Letteratura, Roma, 2024.